# Panurgica duplex
Panurgica duplex es una especie de mantis de la familia Hymenopodidae.

## Distribución geográfica
Se encuentra en Camerún y Togo.